# Konsulat Generalny Rzeczypospolitej Polskiej w Ałmaty
Konsulat Generalny Rzeczypospolitej Polskiej w Ałmaty (ros. Генеральное Консульство Республики Польша в Алматы) – polska misja konsularna w Ałmaty, w Republice Kazachstanu.

## Historia

### W latach 1941–1942
W latach 1941–1942 w Ałmaty (ówcześnie noszącym nazwę Ałma-Aty) funkcjonowała Delegatura Ambasady RP (Представительствo посольства Польши) z siedzibą w „Domu Sowietów” (Дом Советов) przy ul. Proletarskiej 64 (ул. Пролетарская), obecnie Zenkowa (ул. Зенкова). Kolejnymi delegatami byli: Kazimierz Więcek, delegat (1941–1942), oraz Jan Wolski, p.o. delegat (1942); kompetencja terytorialna: obwód ałmacki i Kirgiska SRR.

### Po 1994
W latach 1994–2009 w Ałmaty mieściła się ambasada RP, którą następnie przeniesiono do Astany, która w 1997 została nową stolicą Kazachstanu. W miejsce przeniesionej ambasady utworzono konsulat generalny na mocy decyzji nr 41 Ministra Spraw Zagranicznych z 18 czerwca 2009.

## Kierownicy placówki
- wrzesień 2009 – sierpień 2013 – Wiesław Osuchowski[10]
- 2013–2016 – Andrzej Papierz
- 2017–2019 – Radosław Gruk
- 2019–2020 – Violetta Sobierańska
- 2020–2021 – Michał Bogdanowicz, p.o.
- 2021–2022 – Jerzy Timofiejuk, p.o.
- 2022–2024 – Józef Tymanowski
- 2024–2025 – Małgorzata Wolska, p.o.
- od lutego 2025 – Dariusz Szewczyk

## Okręg konsularny
Okręg konsularny Konsulatu Generalnego RP w Ałmaty obejmuje kazachstańskie obwody:

- ałmacki
- aktobski
- atyrauski
- kyzyłordyński
- mangystauski
- południowokazachstański
- wschodniokazachstański
- zachodniokazachstański
- żambylski

oraz w całości Republikę Kirgiską.
Pozostałe kazachstańskie obwody obsługiwane są przez Wydział Konsularny Ambasady RP w Astanie.